# ミシェル・バチェレ
ベロニカ・ミチェル・バチェレ・ヘリア（Verónica Michelle Bachelet Jeria [beˈɾonika miˈtʃel βatʃeˈlet ˈxeɾja]、1951年9月29日 - ）は、チリの政治家、外科医、小児科医。女性初の同国大統領を2期務めた（第34、36代）。南米諸国連合初代議長（2008年5月23日 - 2009年8月10日）。

## 経歴

### 出生～亡命
サンティアゴ生まれで、先祖は19世紀なかばにフランスから移民してきた。父親はチリ空軍のアルベルト・バチェレ准将。1970年にチリ大学医学部に入学したが、軍人ながらサルバドール・アジェンデ政権に協力した父親が1973年9月11日のチリ・クーデターの際アウグスト・ピノチェトに逮捕され、1974年3月に拷問死を遂げた。彼女自身も1975年、母親とともに逮捕され拷問を受けた後、オーストラリアに亡命、その後旧東ドイツに移ってフンボルト大学医学部に入学した。1978年1月にはカール・マルクス大学（現ライプツィヒ大学）でドイツ語を研究する。スペイン語（母国語）、英語、ドイツ語、フランス語を使用する。

### 反政府活動
1979年、軍政下のチリに帰国しチリ大学に復学、反政府活動を再開する。1983年医学部を卒業後、一時期は反政府武装ゲリラ組織であるマヌエル・ロドリゲス愛国戦線と関係があったといわれるが、その後合法的な活動に転じ、1990年の民政復帰とともに保健省に入り、汎アメリカ保健機構・世界保健機関などで活動する。一方で1996年以来、国防問題への関心を強め、アメリカのインター・アメリカ国防大学に留学したのをはじめ、国防・軍事の研究を深めた。

### 政治活動（厚生大臣・国防大臣・大統領）
1970年代以来、チリ社会党 (PS) の党員であり1995年中央委員、リカルド・ラゴス政権の下で2000年から2002年まで厚生大臣、さらに2002年から2004年まで国防大臣を務めた。女性の国防大臣は、チリのみならずラテンアメリカ史上初である。しかし2004年9月に大統領選出馬準備のため国防大臣を辞任した。大統領選挙にはコンセルタシオン・デモクラシアから立候補した。2005年12月の第1回目投票で得票率45%あまりで1位となり、2006年1月15日に行われた決選投票で過半数を制し、チリ史上初の女性大統領に当選し、第34代大統領に就任した（2010年3月11日まで）。バチェレの大統領就任から1年も経過しない2006年12月10日にピノチェトが死去したが、この際には国葬を断固拒否する一方で、陸軍による葬式は認めている。自由貿易を進め、2006年にラテンアメリカでは初の中華人民共和国とのFTAに批准し、2007年には日本とのEPAも実施させた。
日本の民社党（当時）は、ピノチェトによるクーデターを反共主義の立場から肯定していた。バチェレ当選後の1月17日、旧民社党青年部出身者が中心の社会主義青年フォーラムは、バチェレ当選に歓迎の意を表明するとともに、旧民社党のクーデター肯定は「過ちを犯した」とする見解を発表した。ただし、社会主義青年フォーラムは、民社党後継組織の民社協会からは離れているため、民社協会はこの見解に関係していない。
2008年5月23日には南米諸国連合の初代議長に選ばれ、9月15日にはアジェンデが殺されたモネダ宮殿で緊急首脳会議を招集してボリビアの農民虐殺事件をかつてのチリ・クーデターになぞらえて非難した。
2010年1月17日に実施された大統領選挙では、中道右派のセバスティアン・ピニェラ元上院議員が与党候補のエドゥアルド・フレイ・ルイスタグレ元大統領（在任1994年 - 2000年）を52%対48%の得票率という僅差で破り、チリで20年間続いた中道左派政権はバチェレの代で終わりを迎えた。同年2月27日にはチリ地震が発生し、チリの各地が被災した。バチェレ大統領は被災地への対応に追われる形で任期切れを迎え、「被災者の痛みに私は悲しみをもって去る。しかし、私たちが成し遂げてきたことに満足し、胸を張って去る」というコメントを残して大統領府を去った。一方、親子二代に渡る軍政の抑圧の経験から被災地への軍隊の派遣を遅らせたのではないかという指摘があり、世論調査でもバチェレ政権による災害支援の遅れに対する不満が目立った。

### UNウィメン事務局長
2010年9月14日に潘基文国際連合事務総長より国連の新組織UNウィメンの初代事務局長に任命され、同年9月19日に就任した。2013年3月15日にUNウィメンからの辞任を発表、同月27日、アメリカよりチリに帰国し、同年11月に行われるチリ大統領選挙への出馬を表明した。

### 大統領再就任
2013年4月13日、社会党と民主主義のための政党（PPD）はサンティアゴ区カウポリカン劇場で行われたイベントにてバチェレを大統領候補に指名した。6月30日に行われた予備選挙にて70％以上の支持を受け、中道左派の党連立新多数派（Nueva Mayoría、旧称: Concertación）の公認大統領候補になった。10月17日に行われた投票では、47％弱の得票を得て首位にたったが、第1回投票において当選に必要な過半数には達せず、第1回投票にて25％の得票を得た右派政党で与党の独立民主連合のエベリン・マテイ候補（前・労働・社会保障相）との決選投票に持ち込まれた。12月15日の決選投票では62.59％の得票率を得て大統領返り咲き当選となった。
2017年12月の大統領選挙では立候補せず、後継候補で無所属（左派）のアレハンドロ・ギジェルを推していたが、中道右派のセバスティアン・ピニェラが当選した。

### 国連人権高等弁務官
2018年8月、アントニオ・グテレス国連事務総長より、国際連合人権高等弁務官に指名され、国連総会で承認された。
2022年5月には中国を訪問した。習近平国家主席との会談では「教師面して偉そうに他国を説教するべきでなく、人権問題を政治化してはならない」と牽制される。最終日に開かれた記者会見では、「反テロリズム」や「脱過激化」など中国政府が使う表現をそのまま口にした一方で、ウイグル人大量虐殺には一切触れられなかった。この訪問は中国のプロパガンダに加担したとして国際人権団体から批判された。
- 2003年のチリ軍事パレードを観閲するリカルド・ラゴス大統領とバチェレ国防相、および軍の高官（役職は当時のもの）
- ブラジルのジルマ・ルセフ大統領と（2011年12月15日）
- 米国のジョー・バイデン副大統領と（2014年3月10日）
- フィンランドのサンナ・マリン首相と（2020年2月5日）

## 日本訪問
- 1989年、エイズに関する学会で訪日[1]
- 2007年9月、公式実務訪問賓客として訪日[19]
- 2012年、UN Women事務局長として訪日[1]
- 2018年2月22日から26日、実務訪問賓客として訪日。天皇と会見。安倍晋三内閣総理大臣と会談し、夕食会を開いた[19]。